# Microeca flavigaster
Microeca flavigaster là một loài chim trong họ Petroicidae.
Loài này sinh sống ở Indonesia, Papua New Guinea, Úc.